# Raymond Meijs
Raymond Meijs (ook Raymond Meys) (Valkenburg aan de Geul, 13 maart 1968) is een voormalig Nederlands wielrenner.
Meijs was professioneel wielrenner van 1993 tot 2001. In zijn jeugdjaren als wielrenner leek hij een veelbelovend coureur te worden gezien zijn in 1985 op zeventienjarige leeftijd behaalde Nederlands kampioenschap op de weg bij de junioren, alsmede de Wereldtitel op de weg in dezelfde klasse.
Als professional wist hij in drie achtereenvolgende jaren (1997, 1998, 1999) de Hel van het Mergelland te winnen. Deze wedstrijd had hij in 1990 ook al als amateur op zijn naam gebracht. Dit aantal overwinningen is een record voor deze Nederlandse klassieker. In 2002 en 2003 reed Meijs weer als amateur.

## Belangrijkste overwinningen en ereplaatsen
1985
- 1e in het eindklassement van de Dusika Jugend Tour voor junioren in Oostenrijk
- 1e bij het wereldkampioenschap wielrennen bij de junioren
- 1e bij het Nederlands kampioenschap wielrennen bij de junioren

1986
- 3e bij het Nederlands kampioenschap wielrennen bij de junioren

1988
- 1e in de Drielandenomloop
- 2e in de Ronde van Limburg
- 2e in het eindklassement Ronde van Luik

1989
- 2e in het eindklassement Ronde van Luik

1990
- 1e in de Hel van het Mergelland
- 3e in het eindklassement Ronde van Luik
- 1e in de 2e etappe Ronde van Luik

1991
- 3e bij het Nederlands kampioenschap wielrennen bij de amateurs
- 3e in de Rund um den Henninger-Turm voor amateurs
- 1e in Rund um Bonn
- 1e in het eindklassement Ronde van Luik

1993
- 2e in de GP van Wallonië
- 4e in de GP Scherens

1995
- 4e bij het Nederlands kampioenschap wielrennen bij de elite

1997
- 1e in de Hel van het Mergelland
- 1e in de Drielandenomloop

1998
- 1e in de Hel van het Mergelland
- 3e in de Schaal Sels
- 3e in de GP Scherens

1999
- 1e in de Hel van het Mergelland
- 2e in Rund um Köln
- 3e bij het Nederlands kampioenschap wielrennen bij de elite

2000
- 4e bij het Nederlands kampioenschap wielrennen bij de elite

## Resultaten in voornaamste wedstrijden
| Jaar | Ronde van Italië | Ronde van Frankrijk | Ronde van Spanje |
| ---- | ---------------- | ------------------- | ---------------- |
| 1992 | buiten tijd      |                     |                  |
| 1993 |                  |                     |                  |
| 1994 |                  |                     |                  |
| 1995 |                  |                     |                  |
| 1996 |                  |                     |                  |
| 1997 |                  |                     |                  |
| 1998 |                  |                     |                  |
| 1999 |                  |                     |                  |
| 2000 |                  |                     |                  |

| Jaar | Gent-Wevelgem | Ronde van Vlaanderen | Amstel Gold Race | Parijs-Brussel | Waalse Pijl |
| ---- | ------------- | -------------------- | ---------------- | -------------- | ----------- |
| 1992 |               |                      |                  |                |             |
| 1993 | 57e           |                      |                  |                | 88e         |
| 1994 |               |                      |                  |                |             |
| 1995 | 95e           | 91e                  |                  |                |             |
| 1996 | 75e           |                      | 74e              | 40e            |             |
| 1997 |               |                      |                  | 16e            |             |
| 1998 |               |                      |                  |                |             |
| 1999 |               |                      |                  |                |             |
| 2000 |               |                      | 46e              |                |             |